# Fred Belloni
Fred Belloni, voluit Frederik Hendrik Belloni, (Fort de Kock, thans Bukuttinggi, Nederlands-Indië), West Sumatra, 22 december 1891 - 25 april 1969) was een Nederlands-Indische componist, violist en orkestleider.
Hij was de enige in de rij van Indische componisten die interesse had voor gamelan-muziek en zich tevens bezighield met krontjong-muziek.
Zijn muziek vertoonde overeenkomsten met krontjong (doorgaans eenvoudige, melodieuze, weemoedige en makkelijk aansprekende orkeststukken en liederen over het mooie Indië). Deze muziekstroming met Portugese invloeden werd vaak gezongen in het Maleis, maar ook in het Nederlands, Frans of Duits.
Fred Belloni verhuisde als achtjarige naar Java, eerst naar Cilacap en later naar Bandung. Hij kwam uit een groot gezin, waarbij de gezinsleden vrijwel allemaal een instrument bespeelden. Hun band was hecht en hun rijkdom vonden ze in de muziek. De een speelde viool of piano, de ander cello, gitaar of fluit.
Fred Belloni koos voor de viool en mocht bij de overburen oefenen. De eerste serieuze vioollessen kreeg hij van zijn zwager. Een muziekliefhebber schatte zijn talent zo hoog in dat hij voorstelde om Fred Belloni, op zijn kosten, naar Nederland te sturen om zich daar verder te laten bekwamen in de muziek. De vader van Fred hield dit echter tegen omdat hij graag zijn gezin in Indië bij elkaar wilde houden.
Tijdens zijn werk bij de Indische Staatsspoorwegen, speelde Belloni in tal van orkestjes en bekwaamde zich als autodidact steeds meer in het vioolspel. Zo speelde hij zijn vioolsolo’s in sociëteit Concordia, waarbij zijn improvisaties thema’s werden die later in orkestjes werden uitgewerkt.
Toen hij tweeëntwintig jaar was had hij al een aantal composities op zijn naam staan en maakte niet alleen als violist en componist, maar ook als orkestleider steeds meer naam. Hij componeerde onder andere de bekende K.W.S.-mars voor de Koningin Wilhelminaschool. Steeds vaker dirigeerde hij grotere orkesten en raakte zijn naam ook buiten Batavia bekend. Hij ontwikkelde toenemend aandacht en liefde voor typische Javaanse muziekinstrumenten, zoals de Angkloeng (bamboe muziekinstrument), de Suling (bamboefluit) en de Terwangsa (soort citer). Een grote verdienste van hem was dat hij de Indonesische instrumenten met hun specifieke klanken, aanvaardbaar wist te maken voor westerse oren. Daarnaast wist hij de gamelanmuziek te vervlechten met westerse muziek. Zo liet hij in Nederland de Indische muziek vertolken met westerse instrumenten. Voor veel (Indische) mensen zijn composities als Een tocht door Insulinde, Langs Java’s stranden, Minta-minta (blinde bedelares) en Koepoe-koepoe (vaak ten gehore gebracht met dochter Désirée), graag gehoorde liederen. In de jaren twintig tekende hij een exclusief platencontract met Columbia en maakte hij vijftig platen, die goed verkocht werden.
Naast de muziek verloor Fred Belloni zijn maatschappelijke toekomst niet uit het oog. Hij ging mee met broer Leo, die werd overgeplaatst van Bandung naar Batavia, en liet zich inschrijven voor een studie bouwkunde. Later werkte hij bij de Betonmaatschappij en de PTT als plaatsvervangend hoofd van de gebouwendienst.
Ter gelegenheid van het twintigjarig jubileum van de PTT schreef hij de Jubileum-mars, die later werd veranderd in de Wigman-mars vanwege het afscheid van toenmalig directeur, de heer G.M. Wigman.
Fred Belloni trouwde in Indië met Charlotte (Nettie) Strengnaerts en kreeg drie kinderen. Naast het groot verlof in Nederland van 1933-1939 woonden Fred en Nettie sinds 1950 in Den Haag. In 1969 is hij in die plaats overleden.